# 阿力甫江·卡得尔
阿力甫江·卡得尔（？—），男，柯尔克孜族，中华人民共和国政治人物。第十四届全国政协委员。

## 生平
2023年1月17日，第十三届全国政协常务委员会第二十五次会议通过阿力甫江·卡得尔为中国人民政治协商会议第十四届全国委员会委员。